# Luxation

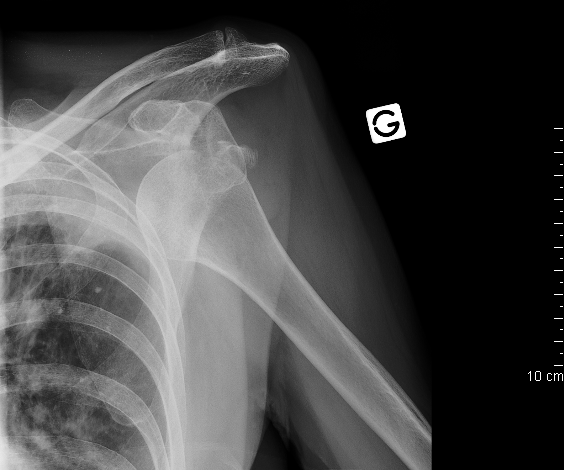
Schultergelenksluxation links

Eine Luxation (von lateinisch luxare „verrenken“; englisch und französisch: dislocation) oder Verrenkung (Verb: verrenken, ausrenken oder auskugeln) ist ein vollständiger oder unvollständiger (Subluxation) Kontaktverlust gelenkbildender Knochenenden oder eine Verlagerung anderer anatomischer Strukturen aus ihrer physiologischen Position. Sie ist eine medizinisch definierte Form der Dislokation mit vorübergehender oder dauerhafter Fehlstellung der gelenkbildenden Knochen zueinander. Als luxierter Knochen wird immer der körperfernere Knochen bezeichnet.
Eine Luxation stellt grundsätzlich eine schwere Schädigung eines Gelenkes dar. Bei Kindern ist es möglich, dass das Gelenk weit über den normalen Bereich hinaus gedehnt wird. Außerdem sind beim wachsenden Skelett gelenknahe Knochenbrüche (Frakturen) wesentlich häufiger anzutreffen als Luxationen. Die Einteilung erfolgt in der Regel nach der Ursache der Luxation.
Während traumatische Luxationen (durch Sturz oder plötzliche Überdehnung) meist rasch eingerenkt werden können, erfordern angeborene oder chronische Luxationen eine längere Behandlung.
Eine Sonderform der traumatischen Luxation ist die Luxationsfraktur, bei der eine teilweise oder vollständige Luxation mit einer Fraktur eines der gelenkbildenden Knochenanteile verbunden ist.

## Traumatische Luxation

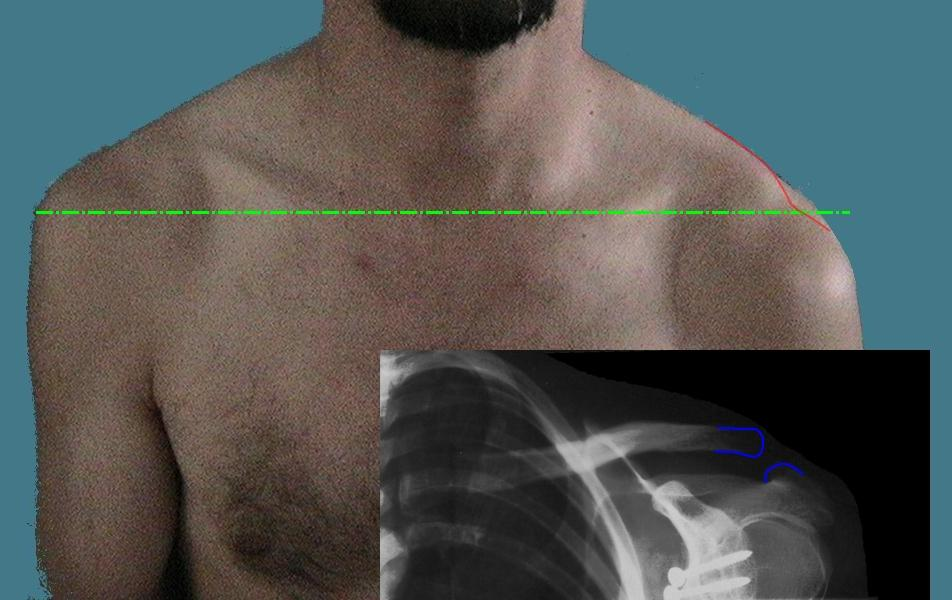
Schultereckgelenkluxation links (Schlüsselbein) mit Klaviertastenphänomen

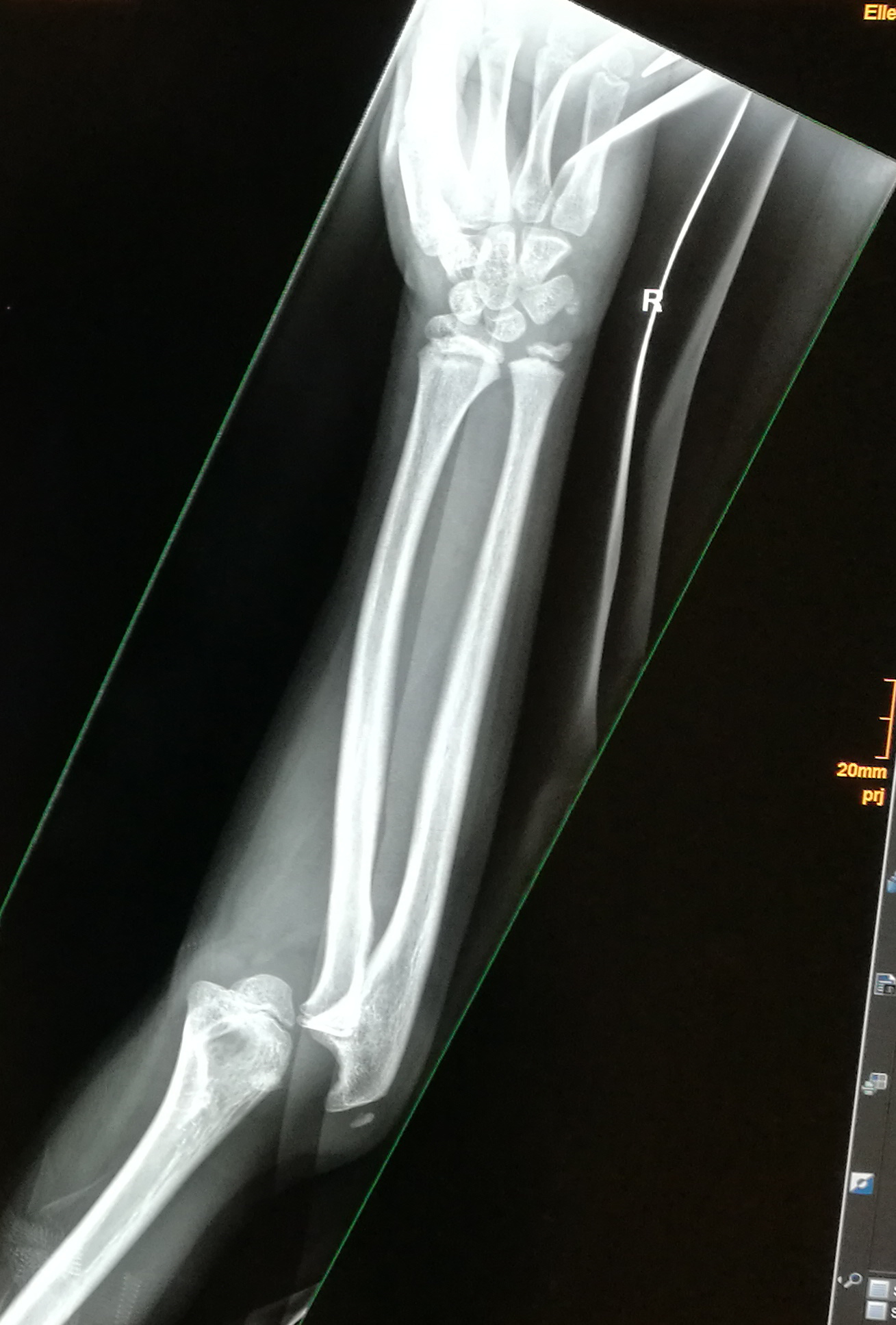
Röntgenaufnahme einer Luxation des rechten Ellenbogens bei einem 8-jährigen Kind

Die Ursache einer traumatischen Luxation ist meist ein indirektes Trauma, beispielsweise ein Sturz auf den Arm oder ein Aufkommen mit dem Bein bei einem Sprung. Am häufigsten ist die Schulterluxation, die mehr als 50 % aller traumatischen Luxationen ausmacht, gefolgt von der Ellenbogenluxation. Auch Luxationen am Knie oder Sprunggelenk treten häufig auf. Fast alle Gelenke können betroffen sein (auch Kieferluxation). An den Fingergelenken führen meist Überstreckverletzungen zur Luxation, häufiger beim Handball und Volleyball. Die Schultereckgelenk-Luxation entsteht am häufigsten beim Fahrradsturz (s. Bild). Selten kann auch direkter Zug eine Luxation auslösen, wie bei der kindlichen Radiuskopfluxation durch Zug am gestreckten pronierten Arm (Pronatio dolorosa Chassaignac).
Bei der Untersuchung bestehen eine Schonhaltung mit Funktionsverlust und Schmerzen, gelegentlich eine Schwellung und ein Bluterguss. So genannte „sichere“ Luxationzeichen sind eine sichtbare Deformität, eine erkennbare leere Gelenkpfanne und abnorme Lage des Gelenkkopfes (an der Schulter oft sichtbar) und eine federnde Fixation. Aber auch bei einer scheinbar intakten Gelenkfunktion kann eine Luxation vorliegen.
Beweisend sind Röntgenaufnahmen in zwei Ebenen, wobei seltene Formen (wie die hintere Schulterluxation) und kindliche Luxationen auch dabei schwer zu erkennen sind. Dann hilft eine Computertomografie (CT), Kernspintomographie (MRT) oder Arthrografie (besondere Röntgentechnik mit Einbringen eines Kontrastmittels in das Gelenk). Bei Kindern sind Luxationen im Ultraschall gut darstellbar.
Bei der traumatischen Luxation ist eine umgehende Reposition (Einrenkung) erforderlich, wie sie am Beispiel der Schulter bereits bei Hippokrates von Kos beschrieben wurde. Diese sollte immer schonend und nicht brüsk oder mit großer Kraft erfolgen, da ansonsten die Gefahr von Nerven- und Gefäßschäden sowie Verletzungen des Gelenkes resultieren können. Dass bei der Reposition kein Druck, sondern nur Zug angewendet werden soll, geht auf den englischen Chirurgen und Anatomen Francis Glisson zurück, der 1650 auch die nach ihm benannte „Glissonsche Schwebe“ empfahl. Ist eine Entspannung nicht möglich, erfolgt die Reposition in Analgosedierung oder Narkose. Anschließend muss die Reposition im Röntgen dokumentiert werden, danach erfolgt eine Ruhigstellung (an der Schulter z. B. im Gilchristverband, am Knöchel bei subtalarer Luxation in einem nicht belastbaren Kurz-Gips) und gegebenenfalls weitergehende Untersuchungen zum Ausschluss von Verletzungen der Knochenanteile, der Gelenkkapsel, der Gelenklippe und der umgebenden Bänder.
Ist eine geschlossene Reposition nicht möglich oder liegt eine Kombination mit einem Knochenbruch (Luxationsfraktur) vor, erfolgt die Reposition operativ mit Eröffnung des Gelenkes (Arthrotomie, so genannte offene oder blutige Reposition). Operativ versorgt werden in der Regel auch verletzte Bandstrukturen (z. B. Seitenbänder) und begleitende Frakturen.
Komplikationen sind vor allem Gelenkinstabilitäten durch Einriss der Gelenkkapsel und der umgebenden Bänder. Daraus können weitere Luxationen resultieren, bis hin zur habituellen Luxation (s. u.). Auch ein Ausriss der Gelenklippe (an der Schulter: Bankart-Läsion) kann zur Gelenkinstabilität führen, oft verbunden mit einem Gefühl der Unsicherheit und der Angst, das Gelenk wieder auszurenken. Instabilität und wiederholte Luxationen führen zu einer vorzeitigen Arthrose. Es können auch begleitende Frakturen auftreten, wie die Impressionsfraktur hinten am Oberarmkopf (Hill-Sachs-Läsion) oder Luxationsfrakturen. Bei den Langzeitfolgen spielen auch Knorpelschäden eine Rolle. Durch eine gewalttätige Reposition können auch Schäden an Gefäßen und Nerven entstehen.
Eine Sonderform der traumatischen Hüftluxation ist die zentrale Hüftluxation. Bei starker, axialer Gewalteinwirkung auf den Oberschenkel, etwa bei Autounfällen mit hoher Geschwindigkeit und Stürzen aus großer Höhe wird der Hüftkopf durch die zerborstene Pfanne hindurch in das kleine Becken getrieben. Wie bei den Luxationsfrakturen ist eine operative Versorgung notwendig.

## Habituelle Luxation
Meist durch eine traumatische Erstluxation ausgelöst, kommt es bei verbliebener Instabilität mit geringerer Gewalteinwirkung und schließlich ohne weiteren Unfallmechanismus zu wiederholten Luxationen, einer so genannten habituellen Luxation. Am häufigsten ist dies nach einer Schulterluxation und nach einer Luxation der Kniescheibe. Gelegentlich kann das Gelenk auf Aufforderung luxiert und selbständig reponiert (eingerenkt) werden (sog. willkürliche Luxation).

## Angeborene Luxation
Hierbei liegt die Luxation bereits bei der Geburt vor oder entwickelt sich aus einer angeborenen Gelenkdysplasie. Am häufigsten ist die Hüftdysplasie bei etwa 1–2 % aller Neugeborenen und die angeborene Hüftluxation bei etwa 0,1 % aller Neugeborenen. Wesentlich seltener ist die angeborene Knieluxation oder die angeborene Radiuskopfluxation. Alle Gelenke können betroffen sein, dies ist jedoch sehr selten, kommt jedoch u. a. im Rahmen des Larsen-Syndroms mit mehreren ausgerenkten Gelenken vor.

## Chronische Luxation
Bedingt durch chronische Erkrankungen oder Fehlstellungen entsteht eine zunehmende Gelenkdestruktion (Zerstörung), die schleichend über eine Subluxation zur vollständigen Luxation führt (Destruktionsluxation). Diese ist nicht schmerzhafter als die eigentlich zu Grunde liegende Erkrankung oder Fehlstellung. Eine alleinige Reposition ist meist nicht möglich und nicht sinnvoll, da es bei fehlender Stabilität umgehend zur erneuten Luxation kommt. Alle Gelenke können betroffen sein. Typische Beispiele sind:
- Fußfehlstellung mit Hallux valgus und Kontrakturen der kleinen Zehen (Hammerzehe, Krallenzehe)
- Durch einen Gelenkinfekt (septische Arthritis) ausgelöste Zerstörung des Gelenk-Band-Apparates
- Rheumatisch bedingte Arthritis mit Zerstörung der Seitenbänder, des Halteapparates und der Gelenkkapsel (typisch an den Händen und Füßen)
- Bei schlaffen und spastischen Lähmungen schrittweise zunehmende Fehlstellung bis zur Luxation; bei Spastik der Adduktorenmuskeln oft progrediente Hüftsubluxation
- Infolge eines gelenknahen Tumors
- Veraltete traumatische, nicht reponierte Luxation (am häufigsten Radiuskopfluxation bei Kindern)

## Linsenluxation
Die Linsenluxation ist eine vollständige (Linsenektopie; ektopos = verlagert) oder teilweise (Linsensubluxation) Verlagerung der Linse (z. B. in die vordere Augenkammer). Sie kann angeboren (z. B. beim Marfan-Syndrom) oder durch einen Unfall erworben sein.

## Zahnluxationen
In der Zahnmedizin wird als Luxation eine traumatisch bedingte abnorme Stellungsänderung eines Zahnes bezeichnet (Totalluxation, Subluxation, laterale Luxation …).
Auch werden die Bewegungen, mit deren Hilfe der Zahnarzt einen Zahn entfernt, als „Luxationsbewegungen“ bezeichnet.

## Sonstiges

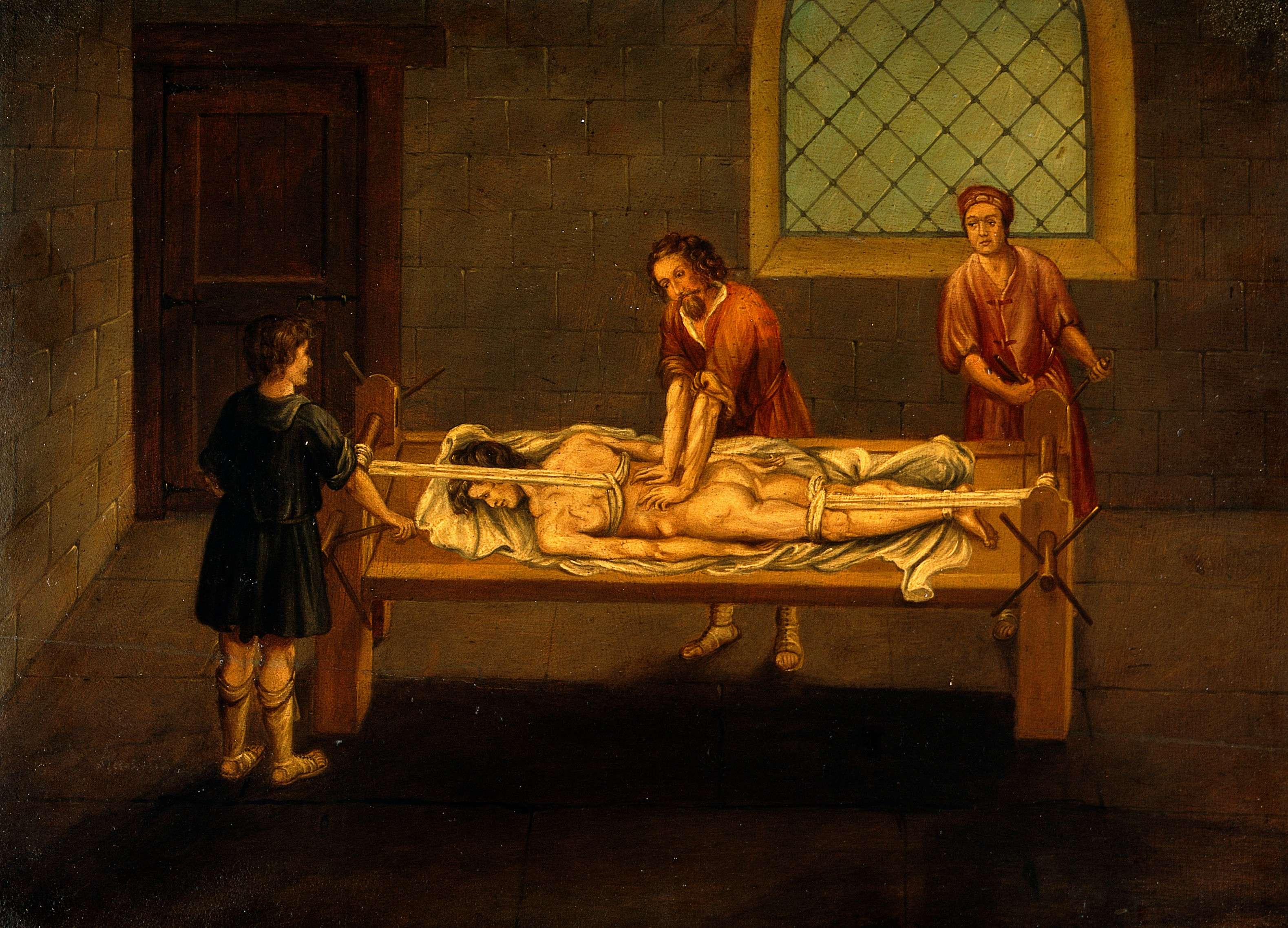
Scamnum Hippocratis (Gemälde aus dem Jahr 1923)

Luxationen und Luxationsfrakturen wurden seit der Antike mit unterschiedlichen Repositionsmethoden behandelt. In der Antike und später fasste man auch Rückgratverkrümmungen (Verkrümmungen der Wirbelsäule) als Luxationen auf. Dementsprechend erfolgte deren Behandlung durch mechanische Methoden wie der noch von Guido Guidi im 16. und Johann Schultes im 17. Jahrhundert beschriebenen Anwendung des Scamnum (Hippocratis) (griechisch βάθρον), dem „hippokratischen Luxationstisch“. Mit diesem wurden durch Kombination von Druck, Zug und Hebelwirkung (echte) Luxationen wohl häufig erfolgreich eingerenkt.